# Inside Out (Angel)
Inside Out conocido en América Latina como De dentro hacia afuera y en España como De Adentro Hacia Afuera es el décimo séptimo episodio de la cuarta temporada de la serie de televisión estadounidense Ángel. El guion del episodio y la dirección estuvieron a cargo de Steven S. DeKnight. Se estrenó en los Estados Unidos el 2 de abril de 2003.
En este episodio la pandilla tratan de detener a Cordelia luego de descubrirla como la titiritera detrás de todo el asunto con la bestia y la llegada de Ángelus. Desafortunadamente dentro de sus planes se interpone algo: Connor.   

## Argumento
Ángel le revela a una sorprendida Cordelia que la descubrió como el "amo" de la bestia tras escucharla llamar a su bebé como su "dulzura", mismas palabras que usó cuando trato de extorsionar a Ángelus. Justo cuando todos se encontraban a punto de atacar a Cordelia, de la nada aparece Connor justo a tiempo para proteger a su familia y escapar con Cordelia. Engañado por quien cree la madre de su futuro "hijo", Connor se esconde con Cordelia en un lugar remoto sin dejar ningún rastro que su padre pueda seguir. A pesar de lo triste que se siente por ver a su padre y a quienes creía unos héroes estar a punto de atacar a Cordelia, Connor es persuadido por la misma de atrapar a una virgen y traerla ante ella para usar su sangre en un ritual.     
Mientras en tanto en el Hyperion, Gunn regresa de su misión con Gwen y se pone al corriente con lo sucedido con Cordelia. Analizando todas las pistas y los hechos acontecidos desde la recuperación de Cordelia de su misteriosa amnesia. La pandilla se percatan de que todas las pistas se han juntado y ahora todo tiene sentido: la muerte de Manny en el refugio de Gwen, la muerte de Lilah, los homicidios de las chamanes capaces de derrotar a la bestia, el robo del alma de Ángel y la liberación de Ángelus, fueron parte de un plan interno que Cordelia ejecutó libremente sin parecer sospechosa. Todos llegan a la conclusión que Cordelia y su reciente embarazo es solo la punta del iceberg que esperan con terror encontrar.   
Ángel recurre al único ser que recuerda haber estado involucrado en la transformación de Cordelia: Skip. El demonio simpático inesperadamente se revela como un tirano que forma parte de un plan mayor que no solo involucraba la ascensión de Cordelia como un ser superior sino de todos los destinos de los miembros de Investigaciones Ángel: la venida del vampiro con alma a la ciudad, la resurrección de Darla y la posterior concepción y nacimiento de su hijo Connor, la muerte de Alonna Gunn, la estadía de Fred en Pylea y la relación sexual de Wesley y Lilah. 
Skip le revela a la pandilla que Cordelia está poseída por un ser superior que planea darse luz a sí mismo y que si lo que quieren es evitar el fin del mundo el precio es la muerte de Cordelia. Forzado a matar a la mujer que ama por el bienestar de la humanidad Ángel con ayuda de un hechizo localizador, consigue el paradero de Cordelia y Connor y se dirige a matarla. Por su parte Connor comienza a ser testigo de una visión de su fallecida madre Darla quien afirma haber sido enviada por los poderes del ser para evitar que siga siendo utilizado para el mal. Lamentablemente el muchacho se deja llevar por las mentiras de Cordelia y la ayuda a realizar un ritual para dar luz a su hijo. De repente aparece Ángel dispuesto asesinar a Cordelia, pero se ve obligado a enfrentarse a su hijo. Mientras en el Hyperion Skip trata de matar a Fred pero es detenido por Wesley quien con su experta puntería consigue atravesar el cráneo del demonio, matándolo.  Cuando Ángel por fin gana la batalla ya es demasiado tarde; Cordelia da luz a un bebé que a la larga se transforma en una mujer que deja perplejos a Connor y Ángel.

## Elenco

### Principal
- David Boreanaz como Ángel.
- Charisma Carpenter como Cordelia Chase.
- J. August Richards como Charles Gunn.
- Amy Acker como Winifred Burkle.
- Vincent Kartheiser como Connor.
- Alexis Denisof como Wesley Wyndam-Pryce.

## Producción
En el audiocomentario del episodio por el escritor/director del episodio, Steven S. DeKnight, confirma que Darla en efecto fue enviada por los poderes del ser para detener a Cordelia. 
El proceso de maquillaje para Skip tomo alrededor de tres horas y media, y se necesitaron cinco horas más para maquillaje adicional. Aunque a David Denman no le gusto el proceso, estaba "sorprendido y entusiasmado" tras descubrir que Skip era de hecho un villano.

### Continuidad
- Skip hace su última aparición de la serie y revela un acontecimiento importante: todas las experiencias que llevaron a los héroes a estar juntos y formar el equipo de Investigaciones Angel fueron parte de un elaborado plan: La muerte de Alonna Gunn, la estadía de Fred en Pylea, la relación sexual entre Wesley y Lilah, Cordelia heredando las visiones y su ascensión como un ser superior y por último la llegada de Ángel a los Ángeles.
- Desde el nacimiento de Connor, Darla no había vuelto aparecer, ahora como una fantasma redimida y consciente de toda su vida en la tierra.
- La pandilla se da cuenta de que despertaron el villano dentro de Cordelia con el hechizo que anteriormente restaura supuestamente la memoria de la misma (Spin the Bottle)
- Wesley vuelve a demostrar que tiene una puntería muy buena (Expecting).
- Skip menciona que nadie ha regresado del paraíso con la excepción de cierta "cazadora", una obvia referencia a la resurrección de Buffy (Bargaining).